# 千葉佳男
千葉 佳男（ちば よしお、1930年6月10日 - 1997年11月20日）は、日本の政治家。元衆議院議員（1期）。

## 経歴
1930年、宮城県仙台市に生まれる。第二高等学校を経て、1953年、東北大学法学部を卒業。日本国有鉄道仙台鉄道管理局に勤務し、国労仙台地方本部青年部長、更に教宣部長となる。1960年の第29回衆議院議員総選挙に、旧宮城2区から日本社会党公認で立候補するが落選。1963年の第30回衆議院議員総選挙でも落選。1967年の第31回衆議院議員総選挙で社会党前職・日野吉夫を下し、初当選を飾る。衆議院では商工委員会委員などを務めたが、次の1969年の第32回衆議院議員総選挙では大きく票を減らし落選。その後社会党を離党した。
以後、衆議院議員選挙・参議院議員選挙に無所属などで立候補するが、当選ラインには遠く及ばなかった。1989年の第15回参議院議員通常選挙では、元社会党議員でありながら、右翼団体の大行社の分派である政治団体「大行社政治連盟」から立候補し落選している（得票数9000）。
最後の選挙立候補となった1996年の第41回衆議院議員総選挙では宮城6区から自由連合公認で出馬するも、得票757で落選。国政復帰はならなかった。

## 役職
- 国鉄労働組合仙台地方本部青年部長
- 国鉄労働組合仙台地方本部教宣部長
- 日本社会党宮城県本部委員
- 衆議院商工委員会委員
- 仙台法経専門学校副校長・同政治学担当兼任講師

## 選挙結果
- 1960年　第29回衆議院議員総選挙に旧宮城2区（定数4）から日本社会党公認で立候補するも落選（得票20080、8人中6位）。
- 1963年　第30回衆議院議員総選挙に旧宮城2区から日本社会党公認で立候補するも次点で落選（得票29774、7人中5位）。
- 1967年　第31回衆議院議員総選挙に旧宮城2区から日本社会党公認で立候補し初当選（得票41365、8人中4位）。
- 1969年　第32回衆議院議員総選挙に旧宮城2区から日本社会党公認で立候補するも落選（得票30540、8人中6位）。
- 1971年　第9回参議院議員通常選挙に宮城県選挙区（定数2）から無所属で立候補するも最下位で落選（得票46212、4人中4位、供託金没収）。
- 1976年　第34回衆議院議員総選挙に旧宮城1区（定数5）から無所属で立候補するも最下位で落選（得票3699、11人中11位、供託金没収）。
- 1978年　仙台市長選挙に無所属で立候補するも最下位で落選（得票6989、3人中3位、供託金没収）。
- 1989年　第15回参議院議員通常選挙に宮城県選挙区から大行社政治連盟公認で立候補するも最下位で落選（得票9000、7人中7位、供託金没収）。
- 1996年　第41回衆議院議員総選挙に宮城県第6区から自由連合公認で立候補するも最下位で落選（得票757、5人中5位、供託金没収）。